# Naji al-Asil

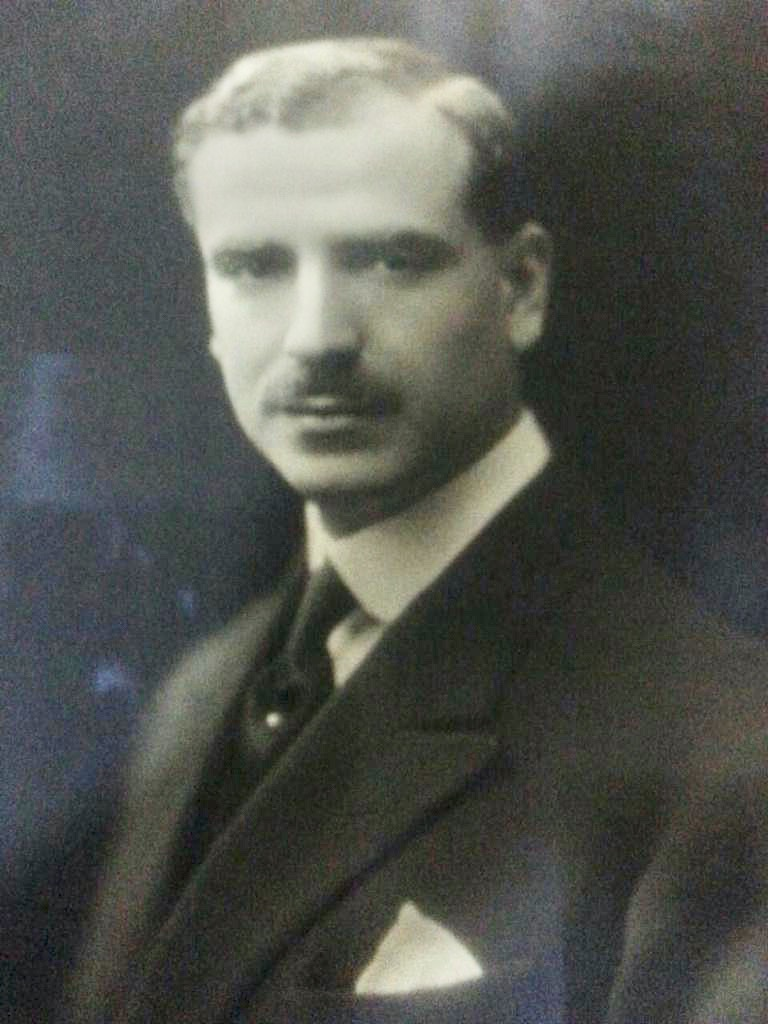
Naji al-Asil

Naji al-Asil (arabisch ناجي الأصيل, DMG Nāǧī al-Aṣīl; * 1895 oder 1897 in Mossul oder Bagdad, Osmanisches Reich; † 16. Februar 1963 in Bagdad, Irak) war ein irakischer Arzt, Politiker und Archäologe.

## Leben
Naji al-Asil wurde in Mossul oder in Bagdad – welche damals beide unter osmanischer Herrschaft standen – im Jahre 1895 (oder 1897) geboren. Er besuchte die Rushdiya- und die Nedhamiya-Schule und begann eine medizinische Ausbildung in Istanbul, die er im Jahre 1917 in Beirut beendete. Er schloss sich der Arabischen Revolte unter Hussain ibn Ali an, dessen enger Vertrauter er wurde. 1921 wurde er von diesem zum Bevollmächtigten berufen und vertrat ihn bis zur Zerschlagung des Königreiches Hedschas 1925  in London. Im Jahre 1923 war er auch an der Konferenz in Lausanne beteiligt und vertrat dort die Interessen des Iraks.
1926 (oder 1925) kehrte er wieder in den Irak zurück. Er wirkte dann an der neu gegründeten Universität Al Bait, wo er Professor für Alte Geschichte und islamische Philosophie wurde. Später wurde er zum Dekan des Higher Teachers College befördert.
1932 wurde Naji al-Asil im Außenministerium angestellt und wurde 1934 dessen Generaldirektor d. Auswärtigen Dienst im Iran. Obwohl sich die Beziehung mit dem Iran aufgrund ethnischer und religiöser Unterschiede und hegemonialer Konkurrenz schwierig gestaltete, wurde stets eine friedliche Lösung der Probleme erreicht. 1929 wurde die offizielle Anerkennung des Iraks durch den Iran verlängert, was die Beziehung zwischen beiden Staaten verbesserte und eine Phase der Zusammenarbeit einleitete, die vor allem in den Jahren der Regierung von Hikmat Sulaiman (1936–1937) sehr intensiv wurde.
1936 putschte dieser gegen die Regierung, nachdem es seit 1935 Unruhen und Aufstände gegeben hatte. Obwohl das Kabinett vor allem aus Schiiten bestand und der kurdischstämmige Hikmat Sulaiman irakischer und kein panarabischer Nationalist war, setzte er den panarabischen Nationalisten Naji al-Asil als Außenminister ein (gleichzeitig war er auch Zeremonienmeister am Königshof), da seine Regierung durchgängig dem Druck der einflussreichen arabischen Nationalisten ausgesetzt worden war. Somit musste Hikmat Sulaiman zumindest den Anschein wahren, als habe er die Ziele des arabischen Nationalismus nicht aufgegeben. In seiner einzigen Amtszeit als Außenminister suchte Naji al-Asil eine Annäherung an Saudi-Arabien, festigte die Beziehung mit dem Iran durch den irakisch-iranischen Grenzvertrag von 1937 (wodurch eigentlich die Grenzziehung nach dem Protokoll von Konstantinopel 1913 bestätigt wurde, was für den Iran vorteilhafter war) und schmiedete eine Allianz mit Afghanistan, dem Iran und der Türkei im Sadabad-Pakt (1937). Allerdings schaffte er es nicht, die palästinensische Frage zu klären, die für die Regierung besonders wichtig war, zumal eine Lösung ihre Popularität in panarabischen Kreisen gesteigert hätte. Durch diese Außenpolitik, die den Idealen des arabischen Nationalismus nicht entsprach, da die Annäherung an nichtarabische Staaten verfolgt wurde, verlor das Regime die Unterstützung der Bevölkerung und nach der Ermordung von Bakr Sidqī, einem Anführer des Putsches, trat die Regierung zurück. Naji al-Asil wurde daraufhin pensioniert.
1941 (oder 1944) wurde er zum Generaldirektor für Altertümer am Department für Altertümer ernannt. Auf diesem Posten leitete er zahlreiche Grabungen, darunter die Grabungen in Eridu, Harmal, Kufa und Hatra, und bot auch ausländischen Archäologen die Möglichkeit, Grabungen im Irak durchzuführen, wodurch er ein sehr hohes Ansehen unter Forschern genoss. Dies beweisen auch zahlreiche akademische Ehrungen, die an ihn vergeben wurden (Ehrenmitglied der Real Academia Española, des Deutschen Archäologischen Instituts und der Society of Antiquaries) und zahlreiche Danksagungen. Während seiner Amtszeit wurde Geschichte und Archäologie sehr populär, zumal diese Wissenschaften dem arabischen Nationalismus sehr dienlich waren und ein neues Identitätsbild bildeten. Vor allem die alten Zivilisationen Mesopotamiens wurden dabei untersucht, obwohl sie davor wenig Aufmerksamkeit erfuhren. Mit der Behauptung aber, dass die alten Kulturen Mesopotamiens arabisch gewesen seien, konnte eine Verknüpfung zum arabischen Nationalismus hergestellt werden und die Besonderheit des Iraks und somit der Anspruch auf die Führungsrolle in der arabischen Welt hervorgehoben werden. Auch konnte dadurch die haschemitische Regierung Iraks legitimiert werden, da die Dynastie nicht aus dem Irak stammte. Als arabischer Nationalist teilte Naji al-Asil diese Sichtweise. Aber auch der Zweite Weltkrieg hatte Einfluss auf den Paradigmenwechsel. Nachdem die Putschisten von 1941 beseitigt worden waren, konnten die arabischen Nationalisten sich nicht mehr nach den faschistischen Regimes in Europa richten und gleichzeitig durften die Briten nicht mehr negativ dargestellt werden. Die europäische Geschichte verlor dadurch an Bedeutung und die Antike wurde umso wichtiger.
Naji al-Asil repräsentierte den Irak 1946 in der UNESCO. Seine Beschwerde darüber, dass kein Mitglied im Exekutivkomitee Araber war, bestätigt seine panarabische Sichtweise. 1948 war er auf einer Konferenz zur Palästinafrage anwesend. 1954 und 1961 war er Präsident der Iraq Academy in Bagdad. Naji al-Asil war Herausgeber der archäologischen Zeitschrift Sumer, die ab 1944 als offizielle Zeitschrift des Departments für Altertümer erschien. Er ging 1958 in den Ruhestand. Er starb am 16. Februar 1963 in Bagdad. Sein jüngster Sohn starb im selben Jahr.